# 2756 Джанґар
2756 Джанґар (2756 Dzhangar) — астероїд головного поясу, відкритий 19 вересня 1974 року.
Тіссеранів параметр щодо Юпітера — 3,423.